# Эскалаторная галерея на Воробьёвых Горах
Эскалаторная галерея на Воробьёвых Горах расположена к юго-западу от южного вестибюля станции метро «Воробьёвы горы» и предназначена для быстрого и удобного доступа пассажиров на улицу Косыгина. Впервые открыта для пассажиров 22 июля 1959 года. С закрытием станции метро на реконструкцию в 1983 году галерея постепенно пришла в упадок, медленно разрушалась и к концу 1980-х годов была полностью закрыта, а после повторного открытия станции не была восстановлена, несмотря на попытки реконструировать объект. Тем не менее, в сентябре 2018 года появился новый проект капитальной реконструкции эскалаторной галереи, а в 2019-м начались основные строительные работы. Повторное открытие было запланировано на начало 2023 года, но произошло досрочно 23 декабря 2022 года.

## История
К концу 1950-х — началу 1960-х Юго-Запад стал богатым на содержание районом, новым центром притяжения Москвы. Станция «Ленинские горы» («Воробьёвы горы»), размещённая над рекой из соображений удешевления строительства, получила два выхода. И если вестибюль с выходом в «спортивную долину» левого берега оказался удобным во всех отношениях, то правобережный вестибюль станции вёл в лесопарк с набережной. Сверху располагался гигантский район, Дворец пионеров, главная смотровая площадка столицы, открытая в 1948 году. Позже добавились ещё ряд других крупных общественных комплексов. В связи с этим было принято решение одновременно со станцией ввести в строй отдельный транспортный объект со своими собственными вестибюлями — крытую эскалаторную галерею длиной 80 метров. Архитекторами были А. Ф. Стрелков и В. Г. Поликарпова. Изначально на обоих вестибюлях были установлены символы метрополитена, но ввиду дезориентирующего эффекта они были убраны. Вход на объект был свободным.
Сама галерея представляла собой 3 эскалатора длиной 90 метров каждый, крытых сверху ступенчатым навесом с видом на Воробьёвы горы через окна. С обоих концов эскалаторов были вывешены указатели. В обоих вестибюлях располагались служебные и технические помещения.

## Состояние перед реконструкцией
За время эксплуатации, из-за оползней и смещения горных пород, стены галереи покрылись трещинами, и она постепенно пришла в аварийное состояние. После закрытия станции «Ленинские горы» на длительную реконструкцию галерея просуществовала ещё некоторое время до 1988 года. Однако ремонтировать галерею в условиях отсутствия рентабельности посчитали нецелесообразным и в октябре 1983 года в связи с окончанием срока безопасной эксплуатации эскалаторы приостановили работу для пассажиров. По состоянию на 1988 год были прекращены даже их профилактические запуски. Позже все три эскалатора и какие-либо элементы архитектуры были демонтированы, а в 2001 году верхний вестибюль снесён. Входы в оставшийся нижний вестибюль были замурованы, так что попасть внутрь галереи можно было только через оконные пространства и дыры в стенах.
Заброшенный и никем не охраняемый объект постепенно разрушался, всё больше исключая возможность восстановления без предварительного сноса галереи. По состоянию на 2019 год основные конструкции галереи кроме фундамента были снесены.

## Реконструкция
После окончания реконструкции станции «Воробьёвы горы» несколько раз предпринимались попытки восстановить эскалаторную галерею, однако все из них потерпели неудачу. В частности, в 2000 году было подписано постановление правительства Москвы о проведении восстановительных работ, однако в 2005 году в связи со «сложностью, особыми условиями и высокой стоимостью реконструкции» оно было отменено.
В 2018 году стало известно, что галерею всё же собираются восстановить. К декабрю был готов проект реконструкции объекта, огорожена стройплощадка, начались подготовительные работы.
- Весной 2019 года были демонтированы изношенные конструкции[5]. Запланировано было возведение аналогичного вида галереи с 3 эскалаторами со ступенчатой крышей, с полным сохранением исторического облика[12]. На крышах вестибюлей предполагались смотровые площадки, зоны отдыха, кафе[3]. Ориентировочный срок окончания реконструкции — начало 2023 года[6][7].
- На начало 2021 года плакат с изображением реконструируемого объекта был заменён на объявление о «противоаварийных» работах, а работы кроме укрепления грунта склона не велись.
- К концу сентября 2022 года в верхнем вестибюле было уложено 200 квадратных метров гранитного пола и километр силового кабеля. Смонтирована балюстрада на эскалаторах и установлена вентиляция, начался монтаж витражей на галерее[13].
- После полного сноса на месте старой галереи была возведена новая. Она была открыта 23 декабря 2022 года[14].

Склон, на котором расположена галерея, нужно было защитить от оползней, ставших причиной закрытия советского предшественника. Для этого в грунт Воробьёвых гор строители вбили около 700 свай на глубину 30 метров.
В рамках реконструкции в галерее были установлены три эскалатора российского производства длиной 68 метров, высота подъёма составляет 34 метра. Продолжительность поездки на эскалаторе составляет примерно 1,5 минуты. Двухэтажные вестибюли эскалаторной галереи оборудованы лестницами и лифтами для маломобильных пассажиров. Вход на галерею свободный.
Как и прежде, нижний вестибюль эскалаторной галереи расположен примерно в 200 метрах от южного вестибюля станции «Воробьёвы горы». Верхний вестибюль расположен на пересечении улицы Косыгина и проспекта Вернадского, рядом с Воробьёвским путепроводом. Таким образом, для пассажиров снова стал доступен короткий и удобный пешеходный путь от станции метро «Воробьёвы горы» к МГУ, научным институтам Российской академии наук, Дворцу пионеров, смотровой площадке, а также к новому комплексу зимних видов спорта, канатной дороге и к новой штаб-квартире компании «Яндекс». Долгие годы путь от метро к этим объектам проходил через длинные и извилистые тропинки на склонах парка «Воробьёвы горы».
Внутри здания вестибюлей облицованы мрамором и гранитом. На крыше верхнего вестибюля было решено организовать смотровую площадку с видом на Москву-реку, спорткомплекс «Лужники» и центр столицы. Общая площадь остекления галереи превышает 1000 квадратных метров, через прочные светопрозрачные витражные конструкции пассажирам открывается живописный вид на лесопарковую зону Воробьёвых гор.

## В культуре
Работающую эскалаторную галерею можно наблюдать в фильмах «Дорога к морю» 1965 года, «Подсолнухи» 1970 года и «Ох уж эта Настя!» 1972 года.

## Галерея

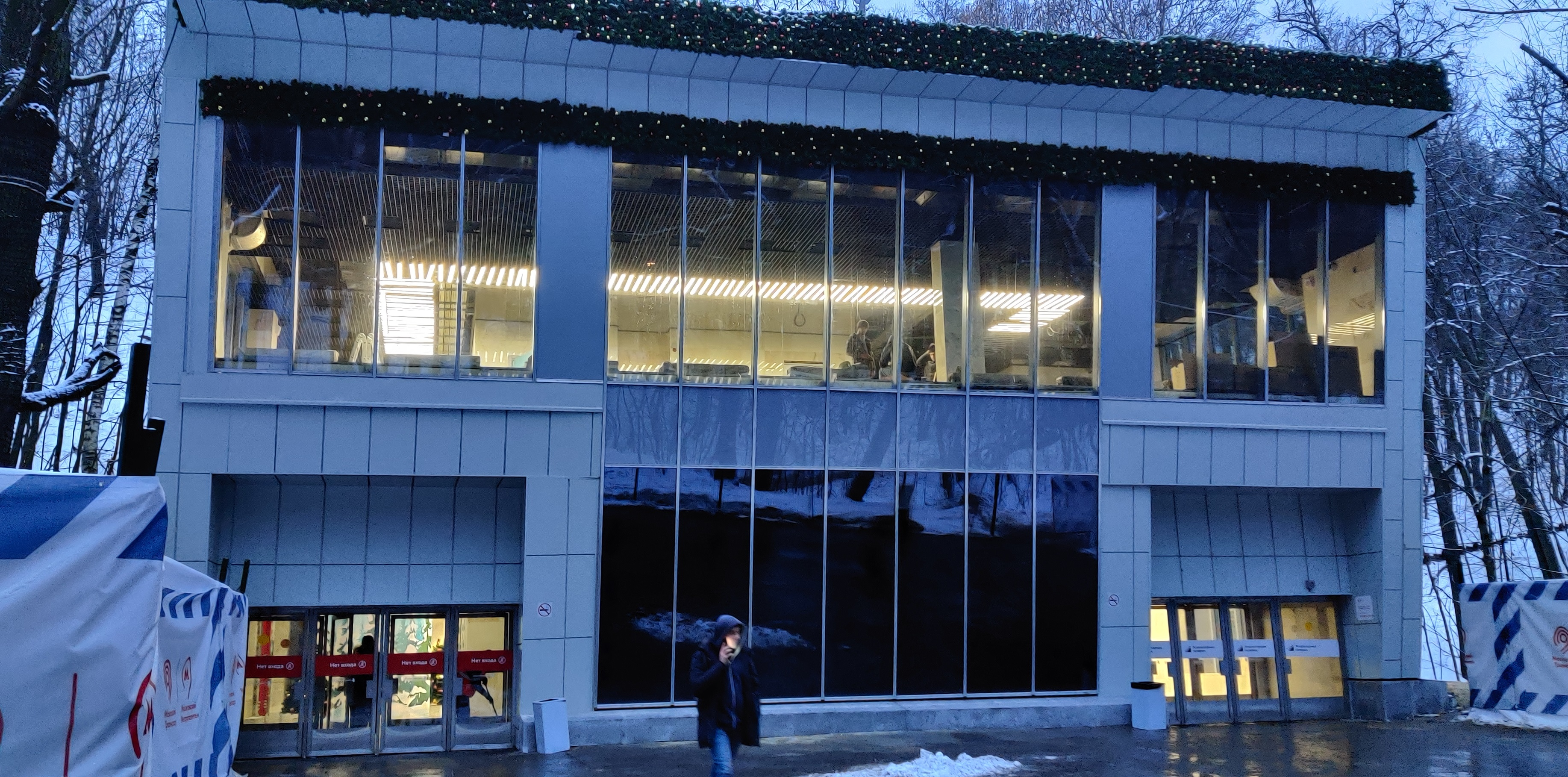
Вход в нижний вестибюль галереи. Январь 2023 года
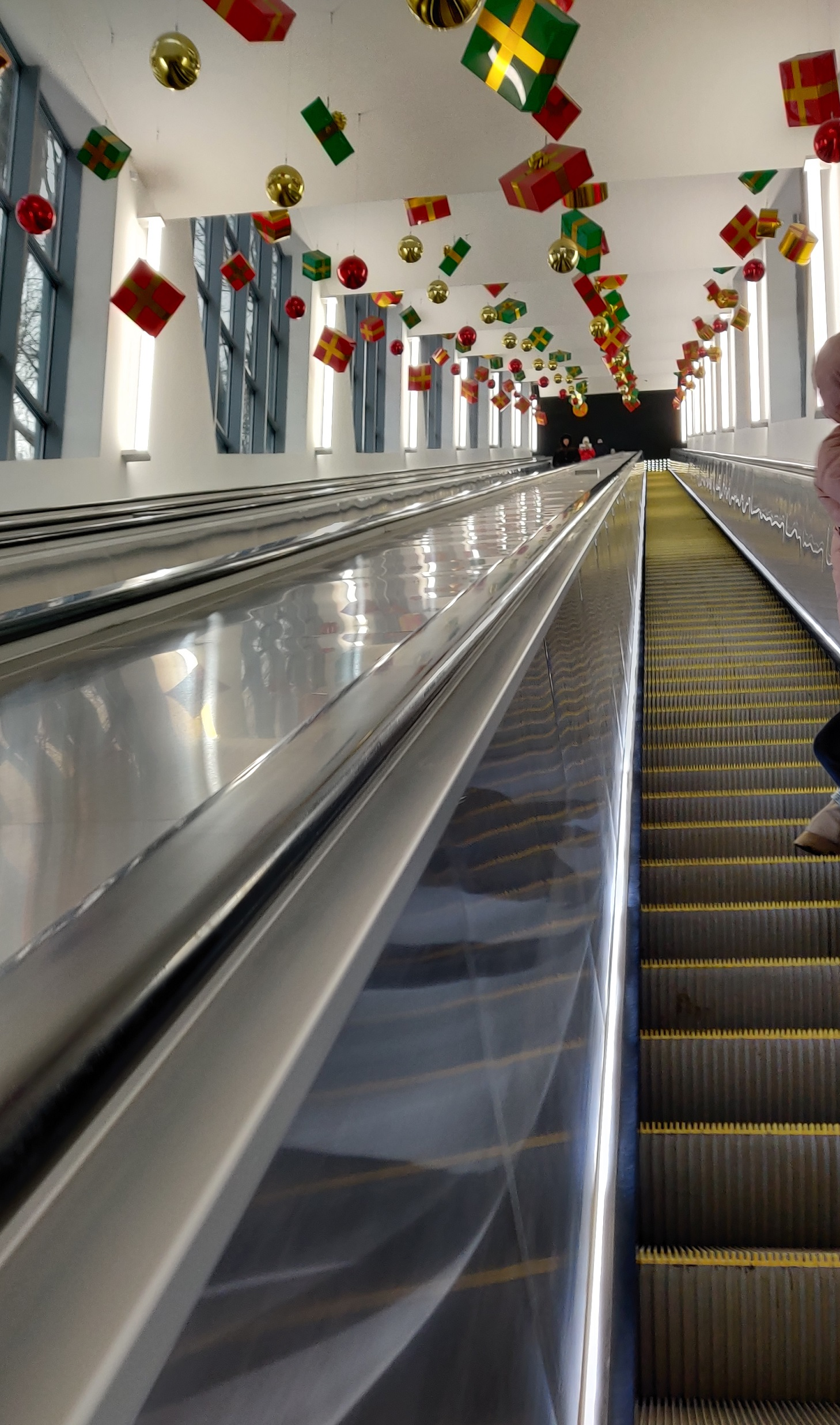
Эскалатор внутри галереи (вид вверх). Январь 2023 года
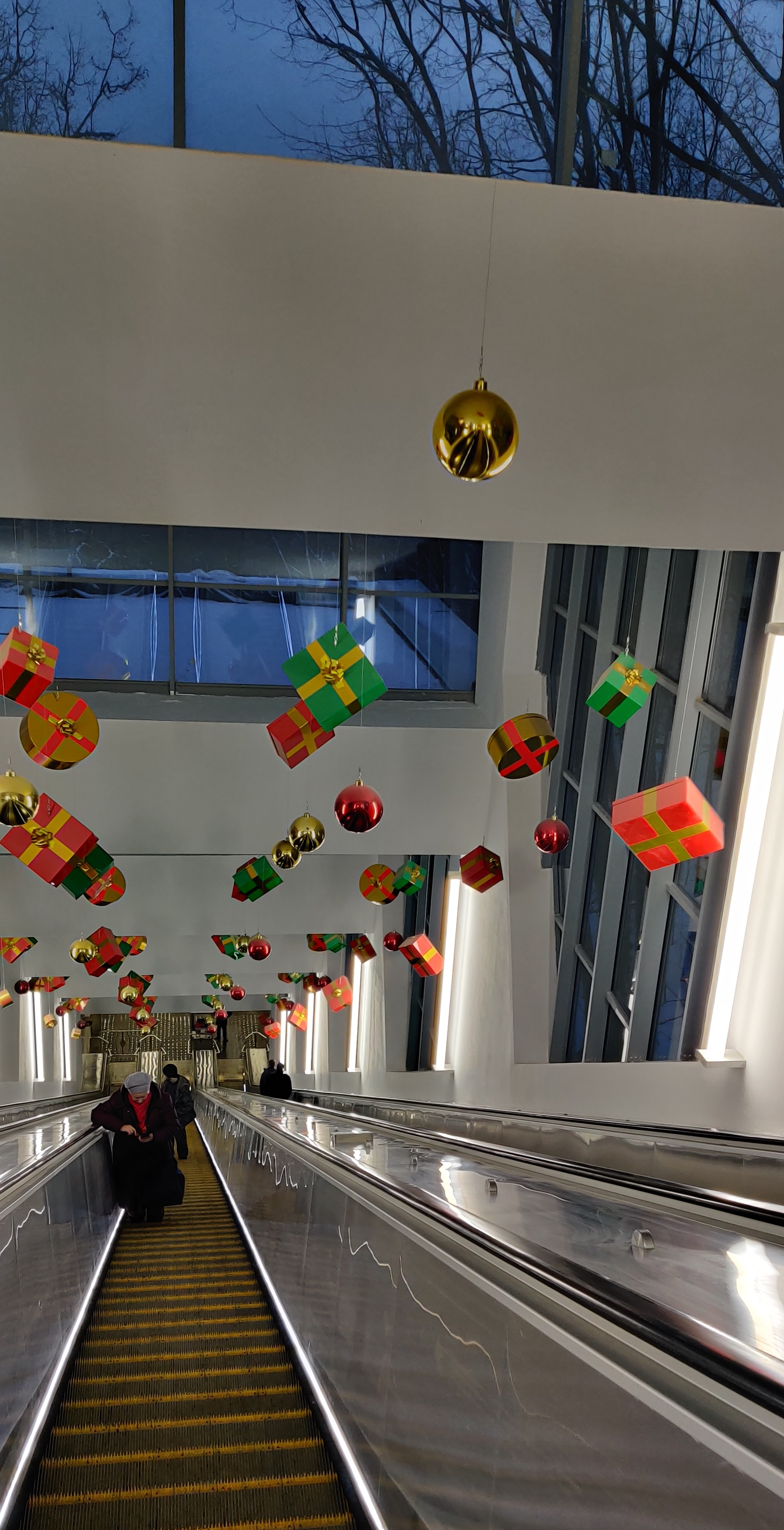
Эскалатор внутри галереи (вид вниз). Январь 2023 года
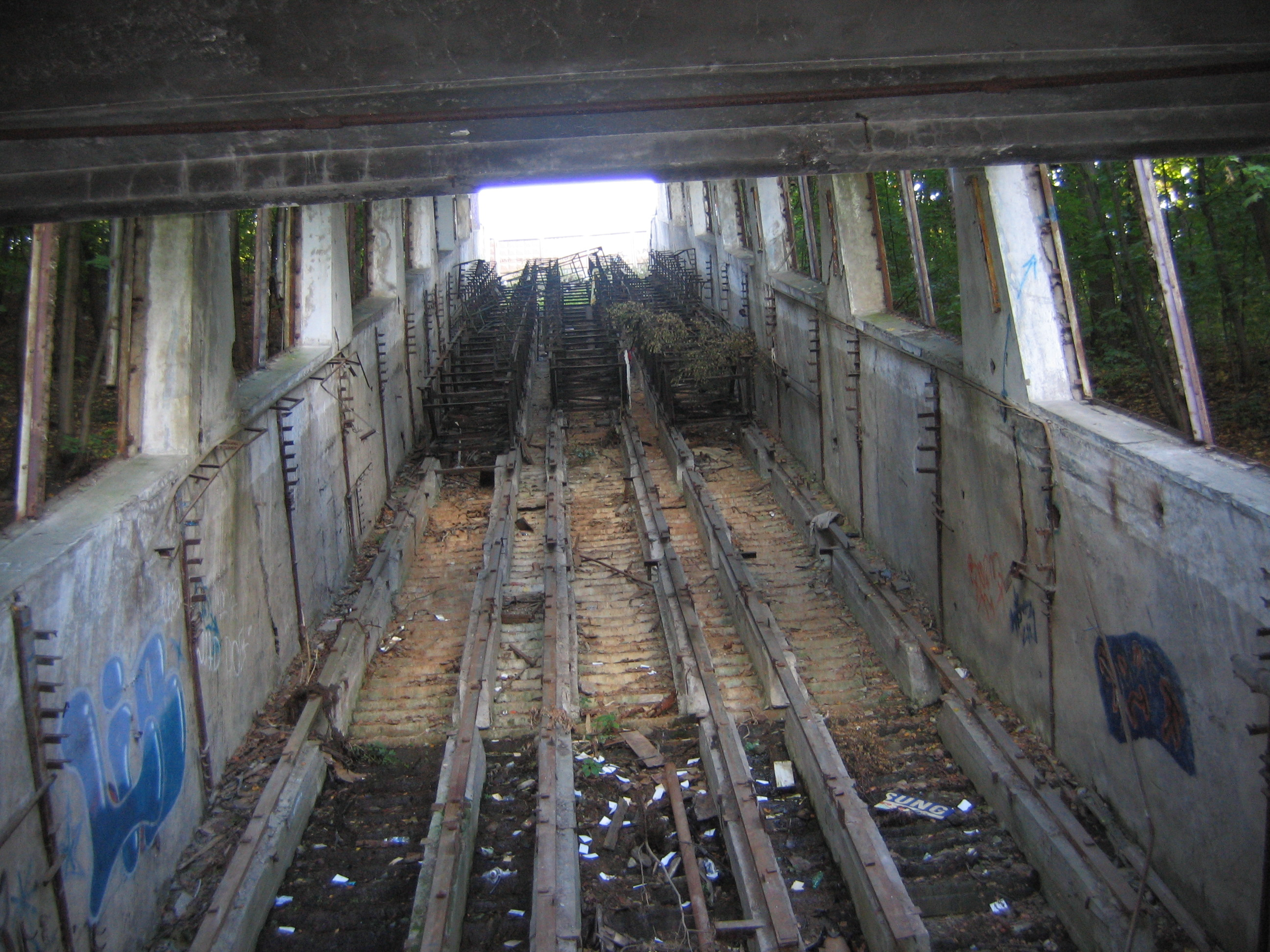
Внутри галереи. Сентябрь 2005 года
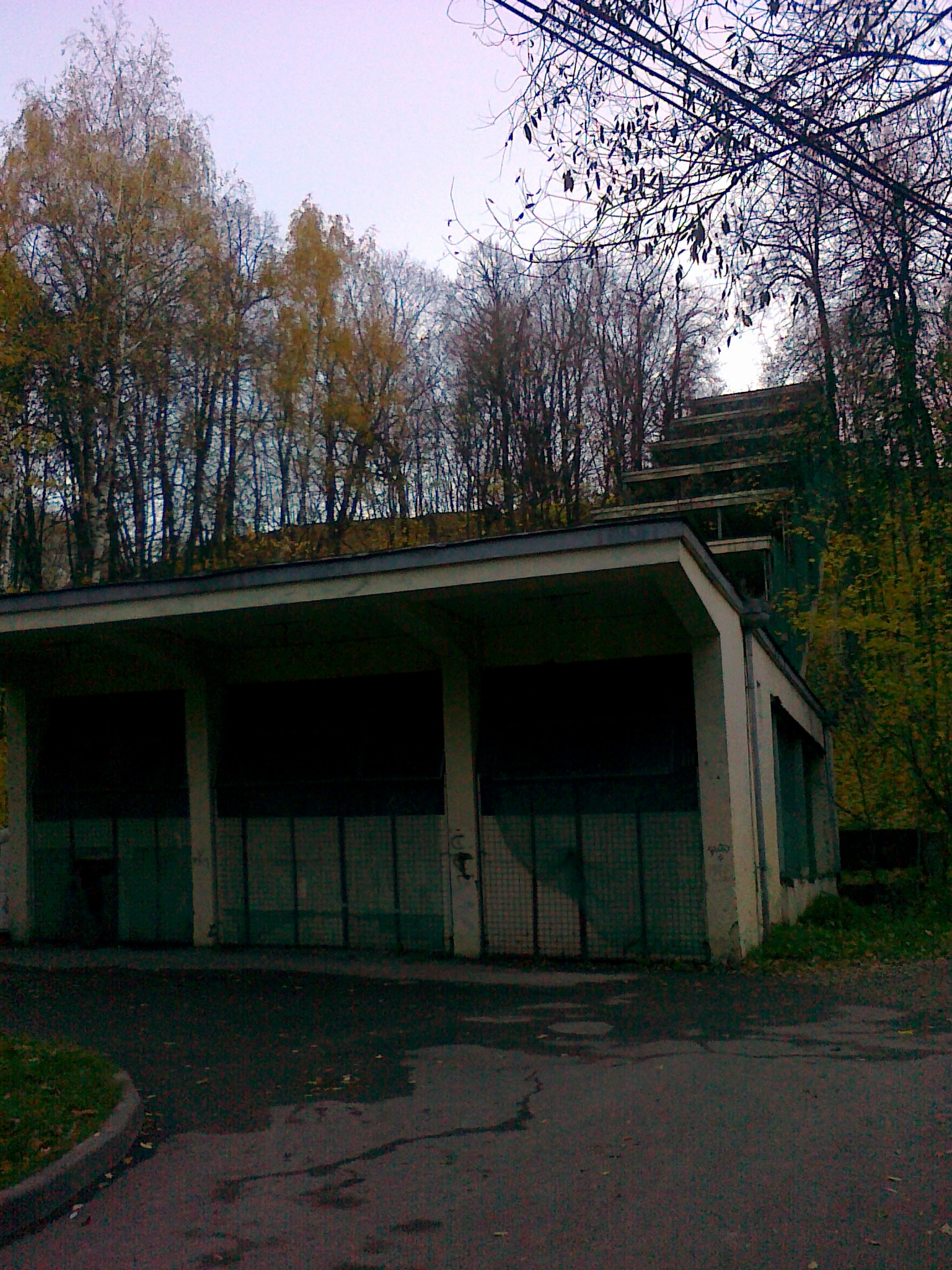
Вестибюль галереи. Октябрь 2010 года
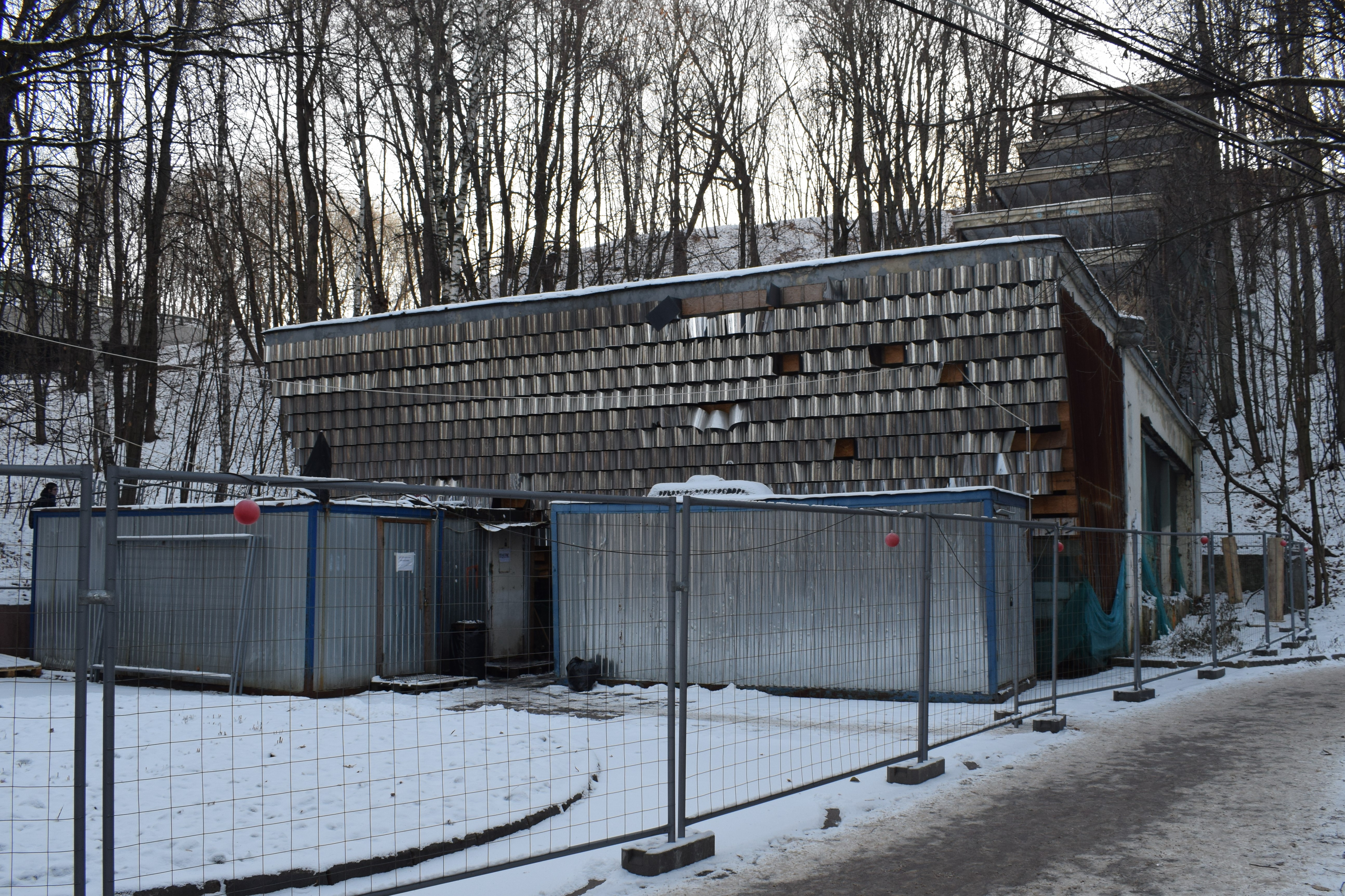
Вестибюль галереи. Декабрь 2018 года
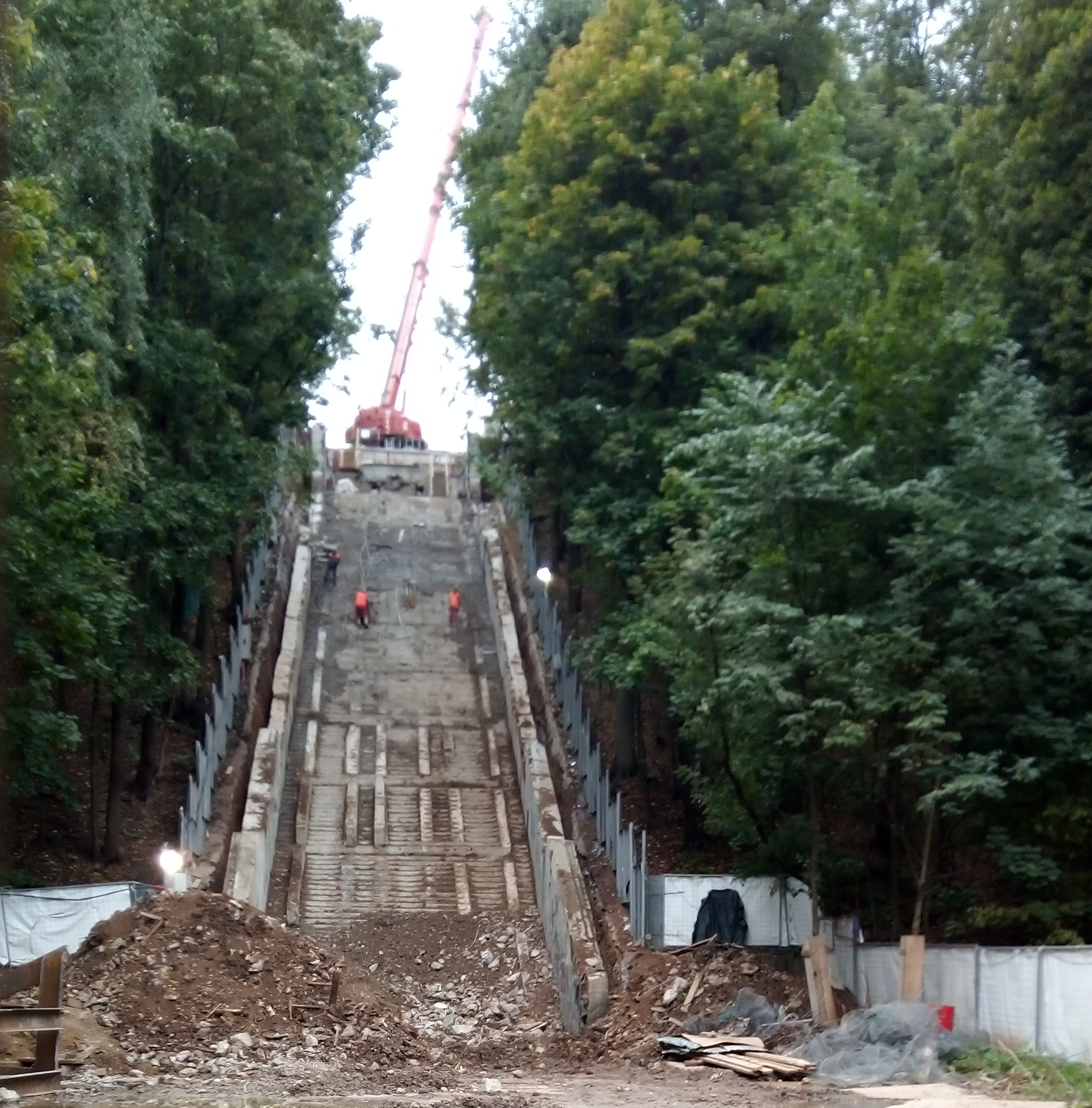
Работы по демонтажу галереи. Сентябрь 2019 года